# Kazimierz Wiktor Stefański
Niektóre z zamieszczonych tu informacji wymagają weryfikacji.
 Po wyeliminowaniu niedoskonałości należy usunąć szablon {{Dopracować}} z tego artykułu.

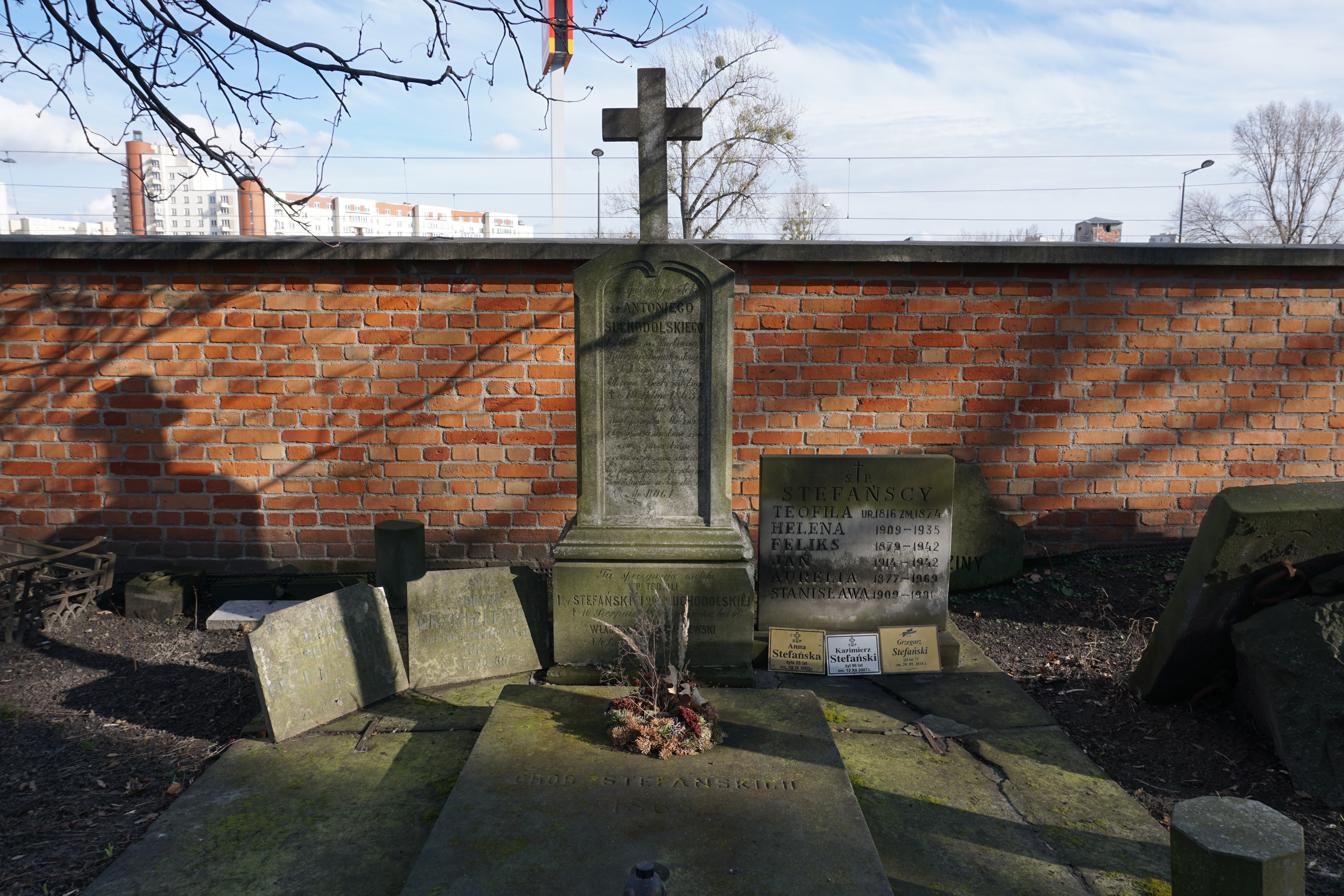
Grób Kazimierza Wiktora Stefańskiego na cmentarzu Powązkowskim w Warszawie

Kazimierz Wiktor Stefański, ps. „Sitek”, „Sitko” (ur. 1911, zm. 12 grudnia 2007 w Warszawie) – polski żołnierz, podpułkownik w latach 1940–1944. 

## Życiorys
Syn Feliksa i Aurelii. W latach 1940–1944 kierownik tajnej drukarni Komendy Głównej Batalionów Chłopskich. Był członkiem redakcji „Żywią i Bronią”. W czasie powstania warszawskiego walczył na Starym Mieście, Żoliborzu i w Kampinosie.
Po wojnie wieloletni pracownik firmy Inco Veritas.
Pochowany 19 grudnia 2007 r., na cmentarzu Powązkowskim (kwatera Pod Temlerem-1-17,18). 

## Ordery i odznaczenia
- Krzyż Komandorski Orderu Odrodzenia Polski (4 września 2000)[3]
- Krzyż Kawalerski Orderu Odrodzenia Polski
- Krzyż Srebrny Orderu Wojennego Virtuti Militari
- Złoty Krzyż Zasługi z Mieczami
- Warszawski Krzyż Powstańczy